# Keep On
Keep On – trzeci album brytyjskiego wokalisty popowego Willa Younga. Został wydany 21 listopada 2005 roku i zadebiutował na drugim miejscu w Wielkiej Brytanii, gdzie sprzedaż wyniosła 107,318 egzemplarzy w pierwszym tygodniu. Płyta była jedyną w dorobku Younga, która nie wspięła się na szczyt notowań, jednak jest drugą pod względem sprzedaży w historii artysty.
Album został wydany w dwóch formatach: na płytach CD oraz jako DualDisc, czyli płyty zawierającej nagrania dźwiękowe oraz inne, dodatkowe treści, takie jak np. widea.

## Lista utworów

### Wydanie brytyjskie
1. „Keep On” (Will Young, Stephen Lipson, Heff Moraes, Eg White) – 4:44
2. „Switch It On” (Young, Lipson, Ronnie Peterson, Karen Poole, Steve Wolf) – 3:47
3. „All Time Love” (Jamie Hartman) – 3:54
4. „Ain't Such a Bad Place to Be” (Blair MacKichan, Poole) – 3:21
5. „Think It Over” (Young, Johnny Douglas, Poole) – 4:38
6. „Who Am I” (White, Lucie Silvas) – 4:27
7. „Happiness” (Steve Lee) – 5:16
8. „Save Yourself” (White) – 3:21
9. „Madness” (Young, J. Gass, Sean Hurley, Robin Thicke) – 4:27
10. „All I Want” (Young, Dan Carey) – 3:53
11. „Think About It” (Young, Lipson, White) – 4:50
12. „Home” (Young, Poole, Nitin Sawhney) – 6:22

#### DVD (tylko jako DualDisc)
1. Cały album Stereo
2. Dokument zawierający specjalne wykonania „All Time Love” i „Happiness"
3. Szkice: The French Assassin, Bollywood Elvis, Bowler Hat i Zeppelin Pump
4. Tworzenie widea „Switch It On"
5. Wywiad z Willem Youngiem
6. Wideo „Switch It On"

### Wydanie międzynarodowe
1. „Keep On” – 4:47
2. „Leave Right Now” – 3:34
3. „Your Game” (wersja albumowa) – 4:09
4. „All Time Love” – 3:54
5. „Switch It On” – 3:47
6. „Ain't Such a Bad Place to Be” – 3:21
7. „Think It Over” – 4:38
8. „Who Am I” – 4:27
9. „Happiness” – 5:16
10. „Save Yourself” – 3:21
11. „Madness” – 4:27
12. „All I Want” – 3:53
13. „Home” – 6:22

## Single
- „Switch It On” (#5 UK)
- „All Time Love” (#3 UK)
- „Who Am I” (#11 UK)